# Stereospondyle
Stereospondyle (Stereospondyli) – podrząd płazów z rzędu temnospondyli, wchodzący w skład większego kladu Stereospondylomorpha. Do stereospondyli należały stosunkowo zaawansowane ewolucyjnie temnospondyle, takie jak przedstawiciele trematozaurów i kapitozaurów. Stereospondyle jako grupa pojawiły się pod koniec permu, zaś wymarły we wczesnej kredzie.

## Klasyfikacja
- Rząd Temnospondyli
  - Podrząd STEREOSPONDYLI
    - Rodzina Lapillopsidae
    - Rodzina Lydekkerinidae
    - Rodzina Peltobatrachidae
    - Rodzina Rhinesuchidae
    - Nadrodzina Mastodonsauroidea
    - Infrarząd Trematosauria

## Filogeneza
Kladogram temnospondyli
```
Temnospondyli

|--
Edopoidea
 
`--+--
Euskelia

   `--
Limnarchia
 
      |--
Dvinosauria

      `--
Stereospondylomorpha

         |--
Archegosauroidea

         `--
Stereospondyli

            |--
Lapillopsidae

            `--+--
Rhinesuchidae

               `--+--
Capitosauria

                  `--
Trematosauria

                     |--
Trematosauroidea

                     `--+--
Metoposauroidea

                        `--+--
Plagiosauroidea

                           `--+--
Rhytidosteidae

                              `--
Brachyopoidea
```